# Aricagua
Aricagua è un comune del Venezuela situato nello Stato del Mérida.
Il capoluogo del comune è la città di Aricagua.
Il nome Aricagua è dovuto al Rio Aricagua.

## Storia
Il 4 settembre 1597 arrivò nell'area un gruppo di Missionari Agostiniani che convissero con gli Indios Mukarias.
Nel 1742 l'area fu colpita da un forte terremoto e i missionari convinsero i Mukarias a stabilirsi in un altro luogo sulle rive del fiume Aricagua.
Esistono diverse versioni dell'epoca dell'insediamento nella località, la prima suggerisce che, dopo che i missionari convinsero gli indios a emigrare, i Mukarias si trasferirono nella località di Aricagua, soppiantando gli indios Aricaguas, che già si trovavano nel sito, tuttavia altre versioni suggeriscono che si trasferirono nuovamente nel 1743 a Chacantá (nel comune di Arzobispo Chacón) e Aricagua fu dimenticata finché non fu scoperta e ricostruita da José Goile.
La città fu parzialmente distrutta da un incendio nel 1840, seguito da un nuovo incendio nel 1850 che distrusse metà della città. Rilievi irregolari potrebbero indicare che in questo luogo si verificò un forte terremoto e scosse verso la metà del XX secolo.